# Messery
Messery település Franciaországban, Haute-Savoie megyében. Lakosainak száma 2373 fő (2022. január 1.). Messery Chens-sur-Léman, Excenevex, Massongy, Nernier és Yvoire községekkel határos.

## Népesség
A település népességének változása:
| Lakosok száma | 2153 | 2192 | 2214 | 2134 | 2148 | 2150 | 2164 | 2271 | 2373 |
|               | 2013 | 2015 | 2016 | 2017 | 2018 | 2019 | 2020 | 2021 | 2022 |